# NGC 6028
NGC 6028 في الفهرس العام الجديد، هي مجرة، تقع في كوكبة الجاثي. اكتشفت في 14 مارس 1784 بواسطة ويليام هيرشل.

## روابط خارجية
- NGC 6028 على موقع ويكي سكاي: DSS2, SDSS, GALEX, IRAS, Hydrogen α, X-Ray, Astrophoto, Sky Map, Articles and images